# Bothmergymnastiek
Bothmergymnastiek werd tussen 1922 en 1938 ontwikkeld door Fritz Graf von Bothmer, toen hij verantwoordelijk was voor de gymlessen op de eerste vrijeschool in Stuttgart. Hij ontwikkelde in samenwerking met Rudolf Steiner de later naar hem vernoemde vorm van bewegingsonderwijs.
Dit bewegingsonderwijs bestaat uit een reeks bewegingssequenties die zijn aangepast aan de verschillende door Steiner veronderstelde ontwikkelingsstadia van het kind. De door hem beschreven oefeningen worden gebruikt in het educatieve veld en in therapeutisch werk met volwassenen en kinderen.
Bothmergymnastiek wordt door adepten gezien als een onafhankelijke bewegingsdiscipline met een antroposofische achtergrond die zich bezighoudt met de krachten van de ruimte. De beoefenaar zou leren om, vertrekkend vanuit de architectuur van de menselijke vorm, het ontvouwen van zijn beweging in de ruimte te observeren, te leiden en te ontwikkelen.